# Szach-mat (serial telewizyjny)
Szach-mat (ang. Endgame, 2011) – kanadyjski serial obyczajowy stworzony przez Avruma Jacobsona. Wyprodukowany przez Thunderbird Films, Front Street Pictures i Shaw Media.
Światowa premiera serialu miała miejsce 14 marca 2011 roku na antenie Showcase. Ostatni odcinek serialu został wyemitowany 13 czerwca 2011 roku. W Polsce premiera serialu odbyła się 20 maja 2013 roku na kanale Fox.

## Fabuła
Wybitny rosyjski szachista, Arkady Balagan (Shawn Doyle), używając logistycznych umiejętności, które pozwoliły mu zostać mistrzem świata w królewskiej grze, rozwiązuje zagadki zbrodni kryminalnych. Traumatyczne wydarzenia związane z zabójstwem narzeczonej – Rosemary, rozwijają u niego agorafobię, przerażony funkcjonowaniem w normalnym świecie, bohater staje się więźniem luksusowego hotelu w Vancouver.

## Obsada
- Shawn Doyle jako Arkady Balagan
- Torrance Coombs jako Sam Besht
- Patrick Gallagher jako Hugo
- Katharine Isabelle jako Danni
- Melanie Papalia jako Pippa
- Carmen Aguirre jako Alcina
- Veena Sood jako Barbara Stilwell

## Spis odcinków
| Światowa premiera | Polska premiera | N/o | Angielski tytuł           |
| ----------------- | --------------- | --- | ------------------------- |
|                   |                 |     |                           |
| SERIA PIERWSZA    |                 |     |                           |
|                   |                 |     |                           |
| 14.03.2011        | 20.05.2013      | 01  | Opening Moves             |
|                   |                 |     |                           |
| 21.03.2011        | 27.05.2013      | 02  | Turkish Hold’em           |
|                   |                 |     |                           |
| 28.03.2011        | 03.06.2013      | 03  | The Caffeine Hit          |
|                   |                 |     |                           |
| 04.04.2011        | 10.06.2013      | 04  | The Other Side of Summer  |
|                   |                 |     |                           |
| 11.04.2011        | 17.06.2013      | 05  | I Killed Her              |
|                   |                 |     |                           |
| 18.04.2011        | 24.06.2013      | 06  | Fearful Symmetry          |
|                   |                 |     |                           |
| 25.04.2011        | 01.07.2013      | 07  | Gorillas in Our Midst     |
|                   |                 |     |                           |
| 02.05.2011        | 08.07.2013      | 08  | The White Queen           |
|                   |                 |     |                           |
| 09.05.2011        | 15.07.2013      | 09  | Huxley, We Have a Problem |
|                   |                 |     |                           |
| 16.05.2011        | 22.07.2013      | 10  | Bless This Union          |
|                   |                 |     |                           |
| 30.05.2011        | 29.07.2013      | 11  | Mr. Black                 |
|                   |                 |     |                           |
| 06.06.2011        | 05.08.2013      | 12  | Polar Opposites           |
|                   |                 |     |                           |
| 13.06.2011        | 12.08.2013      | 13  | Deadman Talking           |
|                   |                 |     |                           |